# Lou Hoover
Lou Hoover (nascuda Henry; Waterloo, 29 de març de 1874 - Nova York, 7 de gener de 1944) va ser una lingüista estatunidenca i l'esposa del president Herbert Hoover. Va exercir la Primera Dama dels Estats Units des de 1929 fins a 1933.
Es va casar amb el seu marit, geòleg i enginyer de mines, el 1899. Els dos van viatjar molt, fins i tot a Xangai, a la Xina, i es va convertir en erudita i lingüista. Va fer un ampli estudi d'algunes llengües com ara el llatí, el xinès mandarí, l'espanyol, l'alemany, l'italià i el francès. Va supervisar la construcció del retir presidencial de Rapidan Camp al comtat de Madison, Virgínia. Va ser la primera Primera Dama que va participar en retransmissions de ràdio a nivell nacional amb regularitat.

## Primers anys i educació
Lou Henry va néixer a Waterloo, Iowa. Era filla de Florence Ida (nascuda Weed) i Charles Delano Henry, que era un banquer d'ofici. Lou va créixer com un noi a Waterloo, i també a Whittier i Monterey, Califòrnia.
Charles D. Henry duia la seva filla a fer excursions als turons, cosa que serà un dels seus majors plaers de l'adolescència. Lou es va convertir en una gran genet; caçava i conservava exemplars animals amb l'habilitat d'un taxidermista; va desenvolupar entusiasme per les roques, els minerals i la mineria.
L'educació postsecundària de Lou Henry va començar a la Normal School de Los Angeles, ara coneguda com a Universitat de Califòrnia. Posteriorment es va traslladar i graduar a la Normal School de San José, actualment coneguda com la Universitat Estatal de San José, amb una credencial de docent el 1893. Després va anar a la Universitat Stanford on va conèixer Herbert Hoover, que llavors estudiava en l'últim any. El 1898 es va graduar —va ser l'única dona que es va especialitzar en geologia de l'escola— amb un títol de B.A. en Geologia.

## Núpcies i viatges
Quan Herbert Hoover es va llicenciar a Stanford el juny de 1895, ell i Lou havien decidit endarrerir els plans de casament mentre ella continués la seva formació i ell continués la seva carrera d'enginyeria a Austràlia. El 1898, any en què Lou Henry es va graduar a Stanford, Hoover va cablegrafiar una proposta de matrimoni, que ella va acceptar immediatament mitjançant un telegrama.
Tant Herbert com Lou tenien 24 anys quan es van casar el 10 de febrer de 1899 a casa dels pares de la núvia a Monterey, Califòrnia. Tot i que havia estat criada com a episcopaliana, Henry va decidir convertir-se en quàquer. Però com que no hi va haver cap reunió de quàquers a Monterey, es van casar en una cerimònia civil realitzada pel pare Ramon Mestres, un sacerdot catòlic romà de la catedral de San Carlos Borromeo.

### Xina
L'endemà del seu matrimoni, els Hoover van sortir de San Francisco cap a Xangai, la Xina, on van passar-hi quatre dies a l'Astor House Hotel. Els nuvis aviat es van instal·lar a la seva primera llar, una gran casa a Tianjin.

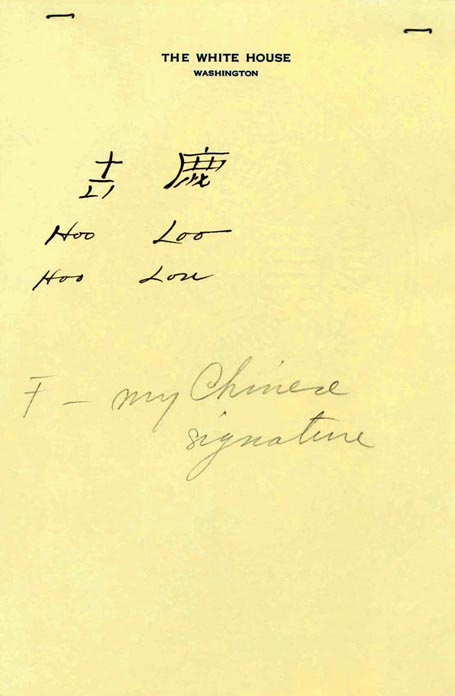
Signatura de Lou Hoover en xinès.

Van viure a la Xina des de l'abril de 1899 fins a l'agost de 1900. La feina de Hoover requeria viatges per zones remotes i perilloses, cosa que feien junts. Lou Hoover va estar viure amb el seu marit la Rebel·lió dels Bòxers.
Els Hoover van estudiar xinès mandarí mentre vivien a la Xina. El nom de Lou Hoover en mandarí era Hoo Loo (古 鹿; pinyin: Gǔ Lù 【胡 潞 ， Hú Lù】) derivat del so del seu nom en anglès. A la Casa Blanca, de vegades, el matrimonii parlava en mandarí per frustrar els escoltes. Fins ara, és l'única primera dama que ha sabut parlar una llengua asiàtica.
Lou Hoover també coneixia bé el llatí; va col·laborar amb el seu marit en la traducció de De re metallica, una enciclopèdia de mineria i metal·lúrgia del segle xvi de Georgius Agricola. La traducció dels Hoover es va publicar el 1912, i continua sent avui la traducció estàndars d'aquesta obra en anglès. Durant la Primera Guerra Mundial, va ajudar al seu marit amb els refugiats belgues. Per al seu treball, va ser condecorada el 1919 pel rei Albert I de Bèlgica. També va estar relacionada amb el "Fons de socors de guerra per a dones americanes" (American Women's War Relief Fund), que va proporcionar ambulàncies, va finançar dos hospitals i va oferir oportunitats econòmiques a les dones durant la Primera Guerra Mundial.

## Primera Dama dels Estats Units (1929-1933)

El matrimoni Hoover durant la campanya presidencial de 1928.

### Emissions radiofòniques
Lou Hoover es va distingir per convertint-se en la primera Primera Dama en col·Laborar regularment en emissions radiofòniques a nivell nacional. Tot i que no tenia el seu propi programa de ràdio, va participar com a ponent convidada en diverses ocasions entre el 1929 i el 1933, on hi defensava sovint el voluntariat o discutint sobre el treball de les Girl Scouts. Els crítics de ràdio la van elogiar per tenir una excel·lent veu radiofònica i per parlar amb confiança.

### Tradicions presidencials
Com a Primera Dama, va suspendre la recepció del Dia d'Any Nou, la celebració anual de portes obertes iniciada per Abigail Adams el 1801. Va exercir un paper crític en el disseny i la supervisió de la construcció d'un refugi presidencial rústic a Rapidan Camp del comtat de Madison, Virgínia. Aquest edifici va ser un precursor de l'actual retir presidencial, Camp David.

## Mort
Lou Henry Hoover va morir d'un atac de cor a la ciutat de Nova York el 7 de gener de 1944. El seu marit la va trobar morta al seu dormitori, quan anava a fer-li el petó de bona nit. Va ser enterrada originalment a Palo Alto, Califòrnia. El seu marit va quedar molt afectat per la seva mort i mai va considerar tornar a casar-se.
Després de la mort d'Herbert Hoover el 1964, van traslladar les seves restes al costat de l'expresident a West Branch, Iowa.